# Alfonso de Valencia
Alfonso de Valencia (c. 1282/1283 - Morales de Toro, agosto de 1316). Noble Leonés de la Casa de Valencia e hijo del infante Juan de Castilla el de Tarifa y de Margarita de Montferrato.
Fue señor de Valencia de Campos, Mansilla, Autillo de Campos y Sardonedo, y ocupó los cargos de mayordomo mayor del rey Alfonso XI de Castilla (1315-1316) y pertiguero mayor de Santiago, siendo además comendero, entre otros muchos, del monasterio de San Benito de Sahagún y de otros muchos lugares en el reino de León.
Fue nieto del rey Alfonso X de Castilla.

## Orígenes familiares
Alfonso de Valencia fue el único hijo nacido del matrimonio entre el infante Juan de Castilla y Margarita de Montferrato, y por parte paterna era nieto del rey Alfonso X de Castilla y de su esposa, la reina Violante de Aragón, mientras que por parte materna era nieto de Guillermo VII de Montferrato, marqués de Montferrato y rey titular de Tesalónica, y de Isabel de Gloucester..
Fue hermanastro, entre otros, de Juan el Tuerto, que a la muerte de su padre heredó sus posesiones y el señorío de Vizcaya, y de María Díaz de Haro, que contrajo matrimonio con Juan Núñez II de Lara, señor de la casa de Lara.

## Biografía

### Juventud y actuaciones durante el reinado de Fernando IV (1295-1312)

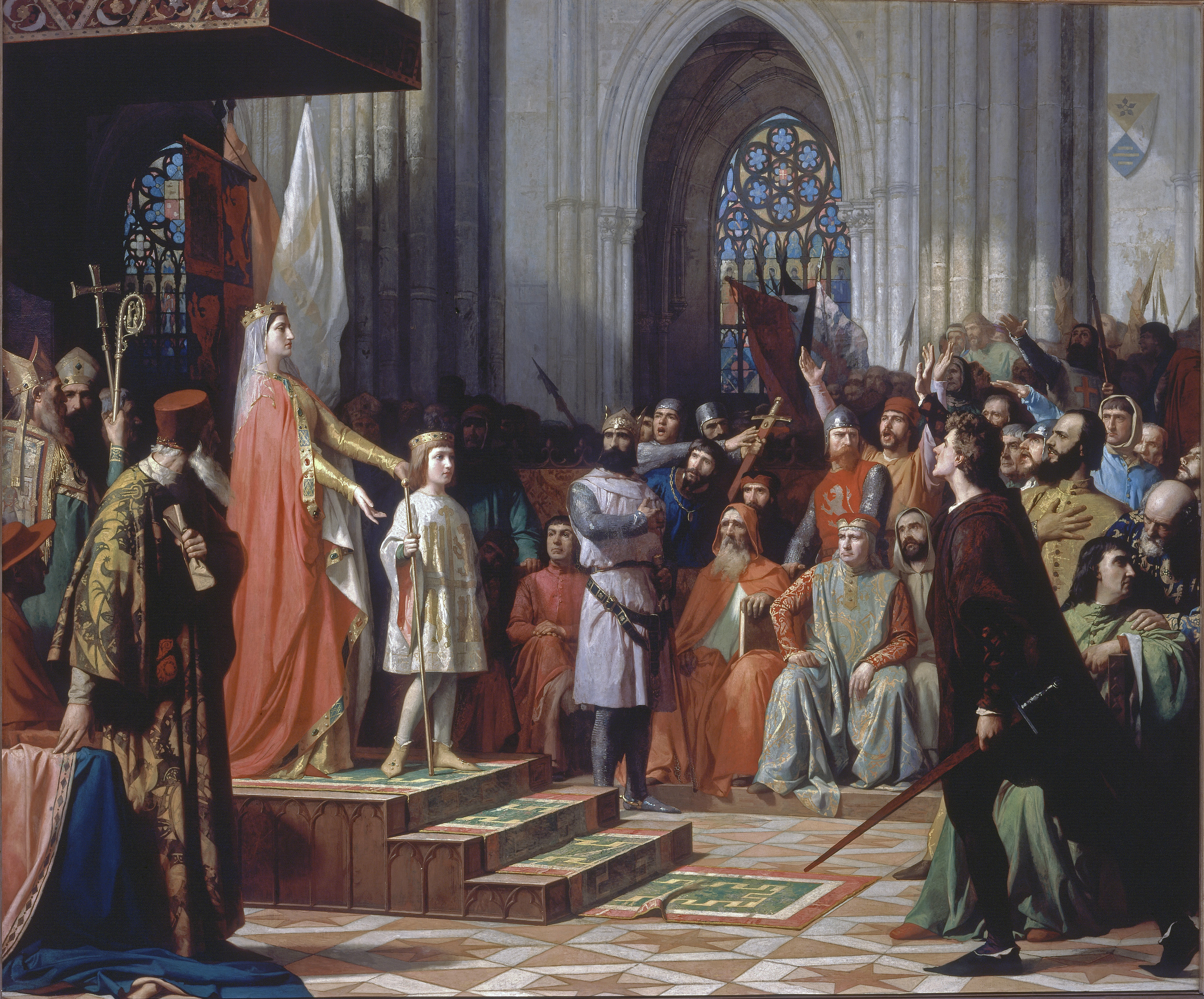
María de Molina presenta a su hijo Fernando IV en las Cortes de Valladolid de 1295. Óleo sobre lienzo de Antonio Gisbert Pérez. 1863. (Congreso de los Diputados de España).

Sus padres contrajeron matrimonio en 1281, y aunque se desconoce su fecha exacta de nacimiento, debió de ocurrir entre los años 1282 y 1283 o con total seguridad en 1282, según algunos autores. Su padre, el infante Juan, fue señor de Valencia de Campos y señor consorte de Vizcaya por su segundo matrimonio con María Díaz de Haro, y fue además señor de Baena, Luque, Zuheros, Lozoya, Villalón, Oropesa, Santiago de la Puebla, Melgar de Arriba, Paredes de Nava, Medina de Rioseco, Ponferrada y Castronuño, entre otras villas, y desempeñó los cargos de alférez del rey, mayordomo mayor del rey y adelantado mayor de la frontera de Andalucía.
Alfonso de Valencia fue señor de Valencia de Campos y de Mansilla por donación de su padre, y recibió desde joven diversas donaciones de sus manos, al tiempo que le acompañaba y secundaba en numerosas ocasiones. Y el 25 de noviembre de 1286 el rey Sancho IV de Castilla, que era tío carnal de Alfonso de Valencia, concedió cierta merced al ayo de este último, Martín López de Adrados, que descendía de Roy Flórez de Miravalles.
Boto Varela señaló que Alfonso de Valencia poseía propiedades en tierras leonesas y que fue comendero de algunos lugares situados en la zona de El Bierzo y en territorio de la diócesis de Lugo. Y aunque se desconoce la fecha de defunción de su madre, Margarita de Montferrato, sí hay constancia de que en 1287 su padre ya se había casado con María Díaz de Haro, que llegaría a ser señora de Vizcaya y que era hija de Lope Díaz III de Haro, señor de Vizcaya, y de Juana Alfonso de Molina.
En las Cortes de Valladolid de 1295, que fueron las primeras celebradas durante el reinado de Fernando IV, primo de Alfonso de Valencia, la reina María de Molina consiguió que todos los procuradores rindiesen homenaje al rey Fernando IV y que reconociesen como tutor del rey al infante Enrique de Castilla el Senador. Y poco después, el infante Juan rindió homenaje en Salamanca a Fernando IV y recuperó todos los señoríos que su hermano, Sancho IV de Castilla, le había arrebatado.

Pero en abril de 1296 Alfonso de la Cerda invadió el reino de Castilla, acompañado por tropas aragonesas, y se dirigió a la ciudad de León, donde el infante Juan, padre de Alfonso de Valencia, fue proclamado rey de León, de Sevilla y de Galicia, siendo coronado como tal en la catedral de León, aunque algunos historiadores señalan que el área de influencia del infante Juan se limitaba en realidad a la ciudad de León y a algunas villas cercanas. Y tras ser coronado en la catedral de León, el infante Juan acompañó a Sahagún a Alfonso de la Cerda, donde este último fue proclamado rey de Castilla, Toledo, Córdoba, Murcia y Jaén, contando en ambas coronaciones con la presencia y el apoyo del infante Pedro de Aragón, que era hijo del rey Pedro III de Aragón.

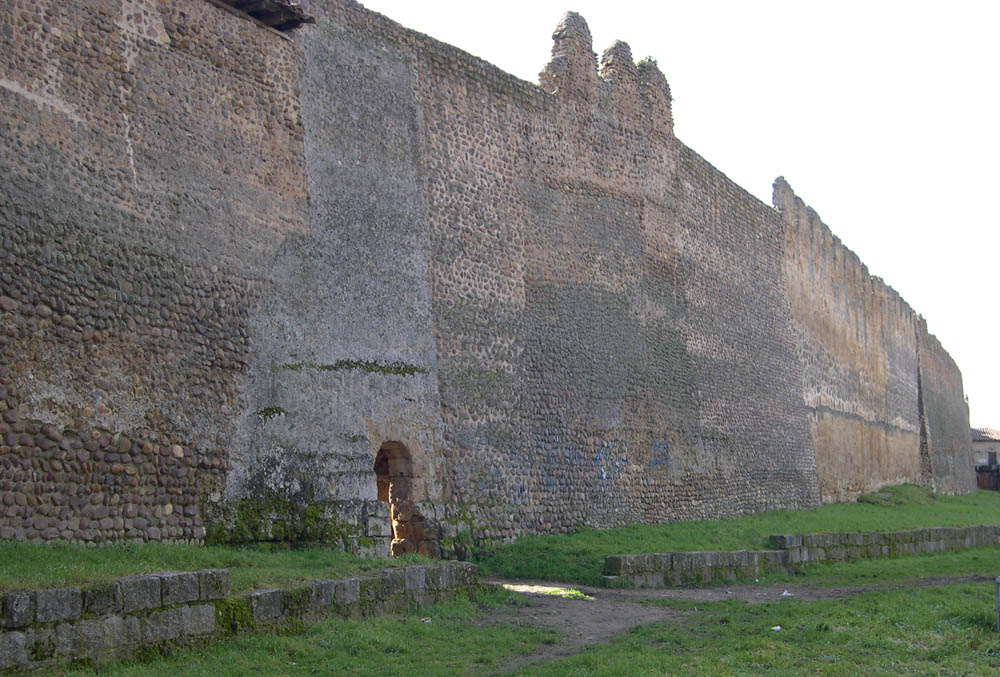
Recinto amurallado de Mansilla de las Mulas. (Provincia de León).

En 1296, cumpliendo la voluntad de su padre, Alfonso de Valencia ocupó la villa y la fortaleza de Mansilla, de la que posteriormente sería señor, y el 2 de mayo de 1296, como señaló Salvador de Moxó, él y su hermano Juan el Tuerto, aunque debían ser muy jóvenes, aparecieron entre los confirmantes del privilegio por el que Fernando IV eximió a los habitantes de la ciudad de Valladolid de pagar portazgo en todos sus reinos, excepto en Toledo, Sevilla y Murcia, aunque Jaime de Salazar y Acha indicó que dicho documento está mal fechado y que no corresponde al año 1296.
Durante las Cortes de Valladolid de 1300, y tras haber perdido la mayor parte de sus apoyos, el infante Juan renunció a sus pretensiones sobre los reinos de León, Galicia y Sevilla, a pesar de haber sido proclamado rey de todos esos territorios en 1296, y prestó público juramento de fidelidad a Fernando IV y a sus sucesores el día 26 de junio de 1300. El infante Enrique de Castilla, en calidad de tutor del rey y en nombre de Fernando IV, recibió el homenaje del infante Juan, y el arzobispo de Toledo, Gonzalo Díaz Palomeque, recibió su juramento. Además, el infante Juan entregó a Fernando IV la ciudad de León y los demás lugares de los que se había apoderado durante la guerra entre ambos, aunque recibió las soldadas que le correspondían y conservó la posesión de los señoríos de Mansilla, Paredes de Nava, Medina de Rioseco, Castronuño y Cabreros como compensación por su renuncia y la de su esposa a la posesión del señorío de Vizcaya, que le fue confirmada a Diego López V de Haro.
El día 6 de octubre de 1300, mediante una carta abierta otorgada en Berlanga, el rey Fernando IV concedió a su primo Alfonso de Valencia una soldada anual de 300.000 maravedís. Y durante las Cortes de Zamora de 1301, el infante Juan y los ricoshombres de León, Galicia y Asturias, que eran en su mayoría partidarios suyos, aprobaron los subsidios reclamados por Fernando IV. Y en diciembre de 1301, hallándose la Corte castellana en la ciudad de Burgos, se hizo pública la bula por la que el papa Bonifacio VIII legitimaba el matrimonio de la reina María de Molina con el difunto rey Sancho IV de Castilla, siendo por tanto sus hijos, entre los que se contaba Fernando IV, legítimos a partir de ese momento, por lo que el infante Juan de Castilla y los infantes de la Cerda perdieron uno de sus principales argumentos a la hora de reclamar el trono, ya que en adelante no podrían esgrimir la ilegitimidad del monarca castellano.
Entre los años 1301 y 1315 Alfonso de Valencia tuvo una relación directa con numerosas zonas del reino de León, como señaló Santamarta Luengos. Y en 1301 Alfonso González, que era hijo de Gonzalo Morán, entregó a Alfonso de Valencia para su «guarda y encomienda» todos los bienes, tanto muebles como raíces, que poseía en diversos lugares del reino de León.
El 6 de diciembre de 1301 Fernando IV cumplió 16 años y alcanzó la mayoría de edad, finalizando de ese modo el periodo de la minoría de edad del rey. Y en 1302 la abadesa del monasterio de Santa María de Gradefes, María Gómez, colocó bajo la encomienda de Alfonso de Valencia parte de los bienes que ella había heredado de su hermano, Alfonso Gómez, aunque con la condición de que el comendero se hiciera cargo de las deudas que dicho individuo había dejado.

El día 8 de febrero de 1302, mediante una carta abierta otorgada en Valladolid, el rey Fernando IV colocó el monasterio de San Benito de Sahagún bajo la guarda y encomienda de su primo Alfonso de Valencia, a fin de evitar que dicho monasterio continuara sufriendo los daños y agravios que había soportado hasta entonces por culpa de ciertos caballeros y de otros «hombres de la tierra», según consta en la mencionada carta, que se conserva en el archivo de la catedral de León. Y también en 1302 el monasterio de Santa María de Carrizo y su abadesa Aldara colocaron bajo la «guarda y encomienda» de Alfonso de Valencia todos los lugares que poseían en el Páramo y en Val de Fontecha.

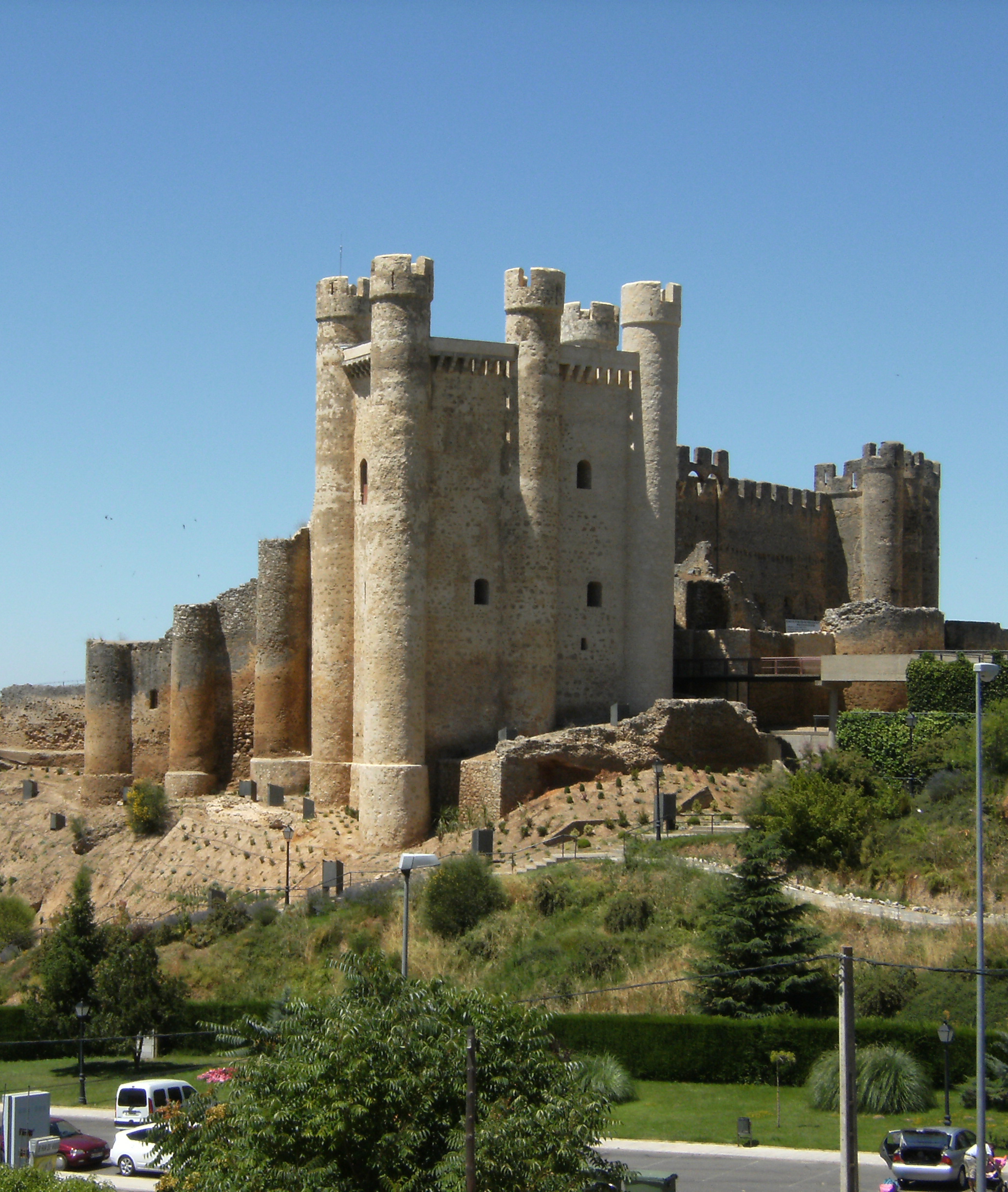
Castillo de Valencia de Don Juan. (Provincia de León).

La Crónica de Fernando IV señaló que, una vez finalizadas las Cortes de Burgos de 1302, el rey se dirigió a la ciudad de Palencia, donde se celebró el matrimonio de Alfonso de Valencia con Teresa Núñez de Lara, hija de Juan Núñez I de Lara y hermana de Juan Núñez II de Lara. No obstante, el historiador Jaime de Salazar y Acha afirmó en su obra, titulada La casa del rey de Castilla y León en la Edad Media, que Alfonso de Valencia contrajo matrimonio en Palencia en 1303, según consta en el tomo III de la Historia genealógica de la Casa de Lara, escrita por Luis de Salazar y Castro, quien señaló que a la ceremonia nupcial asistieron el rey Fernando IV y su madre, María de Molina, los infantes Enrique y Juan, padre este último de Alfonso de Valencia, y Juan Núñez II de Lara, hermano de la novia.
En 1303 Inés Fernández, que era la señora del monasterio de Destriana, lo colocó bajo la «guarda y encomienda» de Alfonso de Valencia, y ese mismo año el abad electo de la Basílica de San Isidoro de León concedió en encomienda a Alfonso de Valencia la villa de Noceda y todas las demás posesiones del mencionado templo en El Bierzo y en Boeza para que las guardase y amparase «durante toda su vida y la de sus hijos», como señaló Santamarta Luengos.
El 9 de marzo de 1304 Alfonso de Valencia compró a las monjas del desaparecido monasterio de San Esteban de Salamanca, que no debe ser confundido con el actual convento de San Esteban de la misma ciudad, y a su abadesa María Rodríguez, el portazgo que les correspondía en la ciudad de Salamanca. Y en el documento donde se consignó esa venta consta que las monjas de San Esteban, que dependían del monasterio leonés de Santa María de Carbajal, le vendieron a Alfonso de Valencia «el nuestro portazgo que nos habemos en Salamanca, é pertenesce al nuestro monesterio sobredicho, que dicen Sanct Estéban». Y conviene señalar que también en 1304 el abad del monasterio de San Claudio cedió de por vida a Alfonso de Valencia la encomienda del priorato de Fuencasera y que como pago a cambio de su protección le entregaron en préstamo todo lo que el monasterio poseía en Mallo y en La Urz.
En 1304 el obispo de Astorga y notario mayor del reino de León, Alfonso Martínez, se quejó al rey de que Alfonso de Valencia pretendía arrebatarle las encomiendas y behetrías del Bierzo y Boeza, alegando que durante algún tiempo las había tenido en encomienda por concesión del monarca. Sin embargo, el rey Fernando IV, mediante una carta plomada otorgada en Benavente el día 2 de noviembre de 1304, confirmó al obispo Alfonso Martínez la posesión de las mencionadas encomiendas y behetrías y ordenó a los jueces y oficiales de la zona que entregasen las rentas de las mismas exclusivamente al obispo y al cabildo catedralicio de Astorga.
El día 28 de agosto de 1306, mediante una carta abierta otorgada en León, y a cuenta de la soldada que recibía anualmente, el rey Fernando IV concedió a su primo Alfonso de Valencia los derechos reales de los lugares de Soyame, Salio, Ferreras y Cornero, situados en tierras leonesas. Y el infante Juan, a fin de limitar la influencia que su sobrino, el infante Felipe de Castilla, tenía en el reino de Galicia, se esforzó para despojarle de los títulos y encomiendas gallegas que dicho infante había obtenido de su hermano Fernando IV como recompensa por su victoria sobre Fernando Rodríguez de Castro.
En 1306 el infante Juan consiguió que le dieran a su hijo, Alfonso de Valencia, el cargo de pertiguero mayor de Santiago, que ponía bajo su mando las fuerzas militares compostelanas y le otorgaba la jurisdicción sobre todas las tierras que la archidiócesis de Santiago de Compostela tenía en Galicia. Pero conviene señalar que ese nombramiento estuvo relacionado con las exigencias que el infante Juan planteó al rey Fernando IV tras el fracaso del asedio de Aranda de Duero, donde se había refugiado Juan Núñez II de Lara, que se había enemistado con el rey. Y el infante Juan aconsejó al monarca que se reconciliara con el señor de Lara y con Diego López V de Haro, señor de Vizcaya, aunque previamente, como consta en el capítulo XII de la Crónica de Fernando IV, se le exigió al monarca que:

Que el Rey que les diese sus tierras o sus heredamientos, mas que guardase que non diese a don Juan Núñez el adelantamiento de la frontera que avía dado a él mismo, é la perteguería de Santiago que avía dado a don Alonso su fijo; e el pleito que avían fecho todos tres contra el Rey que lo revocasen, e que diesen rehenes de castillos al Rey porque fuese seguro dellos.

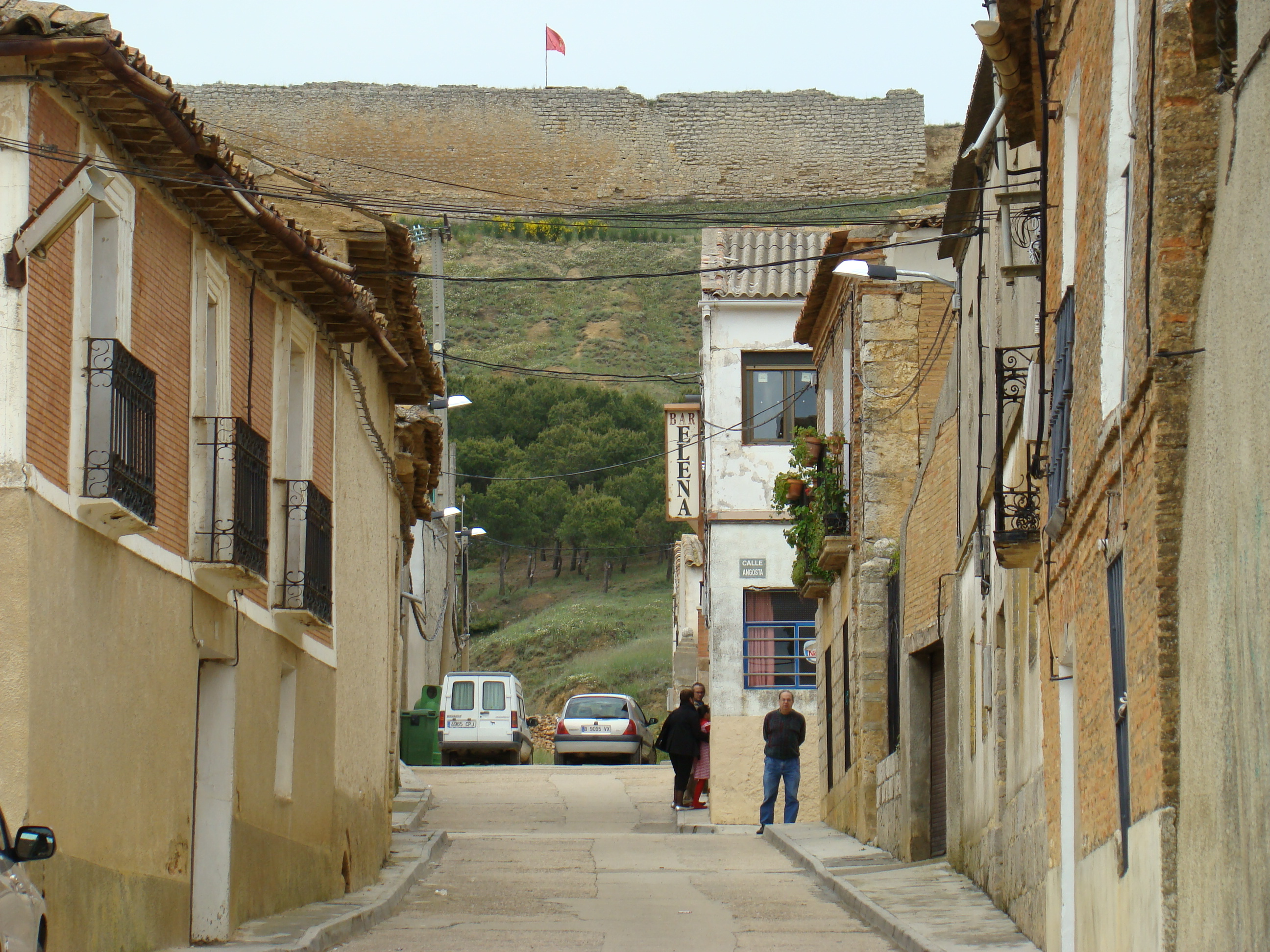
Vista del municipio vallisoletano de Tordehumos. Al fondo de la imagen se ven los restos del castillo de la localidad, en cuyo asedio intervino Alfonso de Valencia. (Provincia de Valladolid).

Sin embargo, el historiador José Villaamil y Castro, que fue el autor del libro titulado Los pertigueros de la iglesia de Santiago, no incluyó a Alfonso de Valencia en su lista de los que desempeñaron dicho cargo, aunque en dicha lista hay un vacío desde la muerte del pertiguero mayor Fernando Rodríguez de Castro, ocurrida en 1304, hasta el año 1310, en que el infante Felipe de Castilla comenzó a ejercerlo. Y el historiador Antonio López Ferreiro, por su parte, señaló que en agosto de 1307 el infante Felipe de Castilla ocupaba la pertiguería mayor de Santiago, a pesar de su juventud.
Poco después el infante Juan consiguió que el rey Fernando IV le diera el cargo de merino mayor de Galicia a Diego García de Toledo, que gozaba de la confianza de dicho infante, aunque a pesar de ello, el infante Felipe aún conservaba el cargo de comendero de la Iglesia de Lugo y el señorío de Cabrera y Ribera; y un individuo que gozaba de su confianza, Alfonso Suárez de Deza, ocupaba el cargo de adelantado mayor de Galicia.
En 1307 Alfonso de Valencia acompañó a Fernando IV y a su padre, el infante Juan, en el asedio de Tordehumos, donde se había refugiado su cuñado, Juan Núñez II de Lara, que se había rebelado contra el monarca castellano. El asedio comenzó en octubre de 1307 y finalizó a principios de 1308, sin que Fernando IV hubiera logrado capturar a Juan Núñez II de Lara ni tomar la plaza. Y ello estuvo motivado, entre otras causas, porque el infante Juan y su hijo Alfonso abandonaron el asedio junto con numerosos nobles.
En 1307 el concejo de la villa de Autillo de Campos tomó a Alfonso de Valencia «por sennor mayor sobre los otros sennores que nos auemos» para que les amparase y defendiese contra los otros señores, aunque los derechos de estos últimos sobre la villa también quedaron reconocidos. Y en 1308 la viuda de Gonzalo Yáñez de Portocarrero, Teresa López, entregó en encomienda a Alfonso de Valencia todos los bienes que poseía, los de sus hijos y también los de su madre, llamada Inés, y a cambio todos ellos quedaron obligados a pagar un yantar anual de 1.000 maravedís.
Alfonso de Valencia también participó junto a su padre y junto a su tío Don Juan Manuel, que era nieto del rey Fernando III, entre otros muchos ricoshombres y magnates, en el asedio de Algeciras de 1309, que hubo de ser levantado en 1310, entre otras razones, por las deserciones del infante Juan, de Alfonso de Valencia, de Don Juan Manuel y de Fernán Ruiz de Saldaña, ya que estos últimos abandonaron el asedio junto con quinientos caballeros.
En 1312 el procurador del monasterio de Santa María de Valdediós puso bajo la «guarda y encomienda» de Alfonso de Valencia la villa de Boñar y todos los lugares del monasterio «desde los puertos para acá, en tierra de León, Castilla y Extremadura», y a cambio el monasterio se comprometió a pagarle un yantar anual de 200 maravedís en metálico o alimentos. Y el día 7 de septiembre de 1312 falleció el rey Fernando IV, primo carnal de Alfonso de Valencia, en la ciudad de Jaén, y subió al trono de Castilla su hijo, Alfonso XI de Castilla, que contaba con un año de edad en el momento de la muerte de su padre.

### Actuaciones durante el reinado de Alfonso XI (1312-1316)

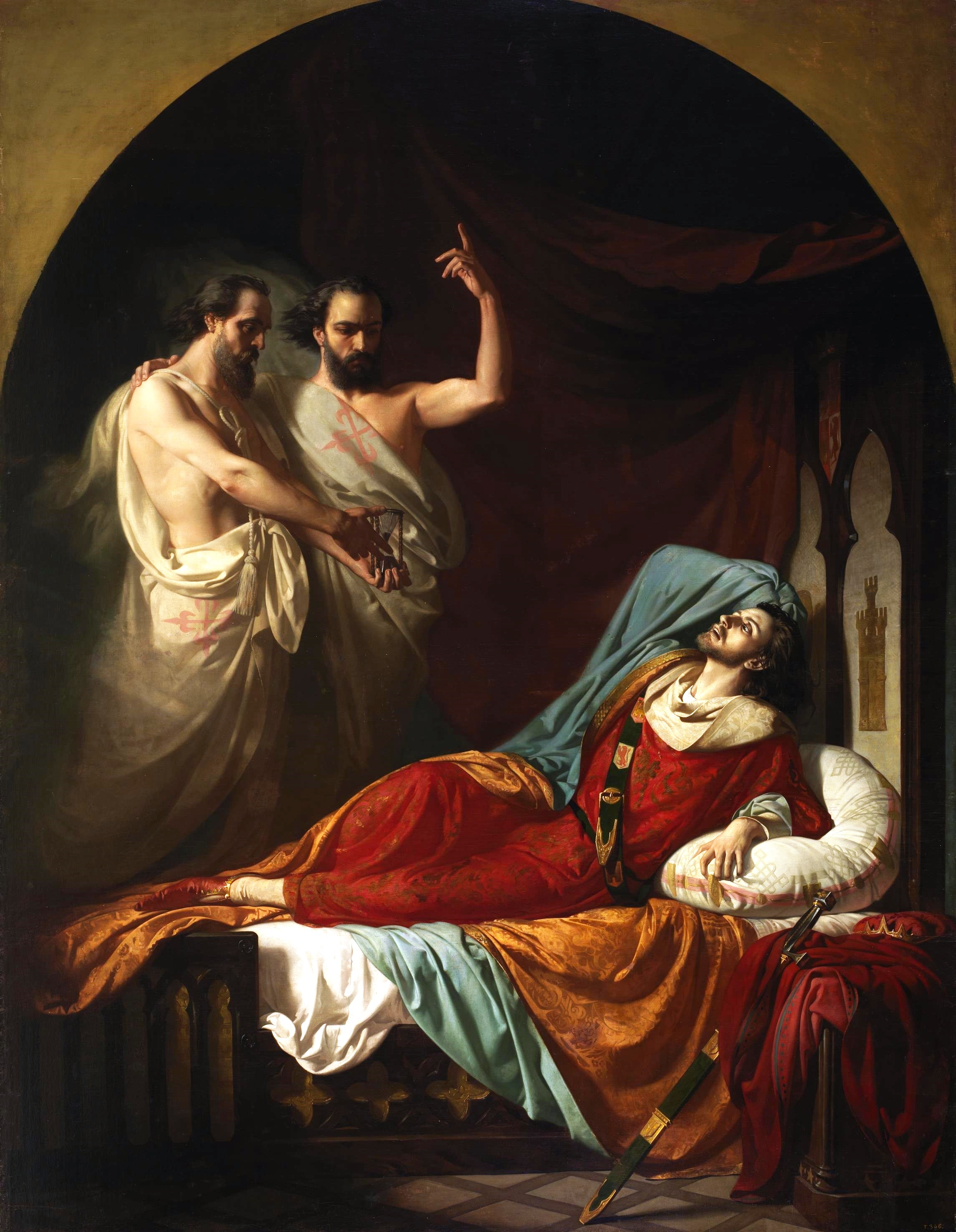
Últimos momentos de Fernando IV el Emplazado. Óleo sobre lienzo de José Casado del Alisal. 1860. (Palacio del Senado de España).

A la muerte de Fernando IV, su madre, la reina María de Molina, y los infantes Pedro y Juan pasaron a ser los tutores del rey Alfonso XI durante su minoría de edad. Y en el ordenamiento que el infante Juan otorgó en las Cortes de Palencia de 1313, en las que sus partidarios le nombraron tutor del rey junto a la reina Constanza de Portugal, son mencionados sus hijos Alfonso de Valencia y Juan el Tuerto, como señaló Salvador de Moxó.
Según consta en el capítulo V de la Gran Crónica de Alfonso XI, cuando finalizaron las Cortes de Palencia de 1313 el infante Pedro ordenó a Pedro Álvarez de las Asturias que ocupase las torres de la ciudad de León, aunque Alfonso de Valencia se apoderó de dicha ciudad para impedir que la controlasen los partidarios del infante Pedro, y poco después los infantes Juan y Felipe y Juan Núñez II de Lara acudieron a León y la ocuparon con sus tropas, pero no pudieron impedir que el infante Pedro se apoderara de la ciudad de Palencia mientras ellos ocupaban la de León. lo que causó un gran pesar al infante Juan. Y a continuación, el infante Pedro se dirigió a la ciudad de Ávila, donde se encontraban la reina María de Molina y el rey Alfonso XI.
A finales de 1314, según consta en la Gran Crónica de Alfonso XI, y poco después de haberse celebrado la Concordia de Palazuelos, Pedro Ponce de León y Alfonso de Valencia, aconsejados por el infante Juan y aprovechando que el infante Pedro estaba luchando contra Don Juan Manuel, se dirigieron a Galicia con sus tropas para luchar contra el infante Felipe de Castilla, que era hijo de la reina María de Molina y primo carnal de Alfonso de Valencia, aunque Sánchez-Arcilla Bernal señaló erróneamente que fue Juan el Tuerto, que era hermanastro por parte paterna de Alfonso de Valencia, el que fue enviado a Galicia por el infante Juan para atacar al infante Felipe. Y este último reunió un gran ejército en Galicia y salió al encuentro de sus enemigos.

Ambos ejércitos permanecieron un día entero frente a frente, aunque no entablaron combate por decisión de Alfonso de Valencia y de Pedro Ponce, ya que estos últimos prefirieron regresar a León, y el infante Felipe, por su parte, regresó con sus tropas a la ciudad de Lugo. Sin embargo, cuando Alfonso de Valencia y Pedro Ponce llegaron a tierras de León planearon atacar las posesiones que el infante Felipe tenía en dicho territorio, aunque la muerte de Pedro Ponce impidió que llevaran a cabo sus planes, y el historiador Sánchez-Arcilla Bernal, en lugar de mencionar la muerte de Pedro Ponce, erró al afirmar que fue un individuo llamado Pero Téllez de Meneses el que murió. Y todos estos acontecimientos fueron descritos del siguiente modo en el capítulo VIII de la Gran Crónica de Alfonso XI:

E en este dia fueron don Alfonso hijo del ynfante don Joan e don Pero Ponçe asonados contra el ynfante don Felipe, porque vieron que le non podía ayudar el ynfante don Pedro su hermano, por que era ydo a tierra de don Joan hijo del ynfante don Manuel. Y esto hizieron ellos por consejo del ynfante don Joan por que pusiera pleito e amorío con el ynfante don Pedro su hermano e le avia prometido de le ayudar. E llegaron a tierra de Lugo, e el ynfante don Felipe salio a ellos con grande gente; e estuvieron todo vn dia armados, e fallaron por su pro de non pelear con el; E don Alfonso e don Pero Ponçe vinieronse para Leon para fazer mal y daño en los lugares que el ynfante don Felipe ay avia; e adolesçio don Pero Ponçe e murio; e con esto se partio la guerra entre ellos.

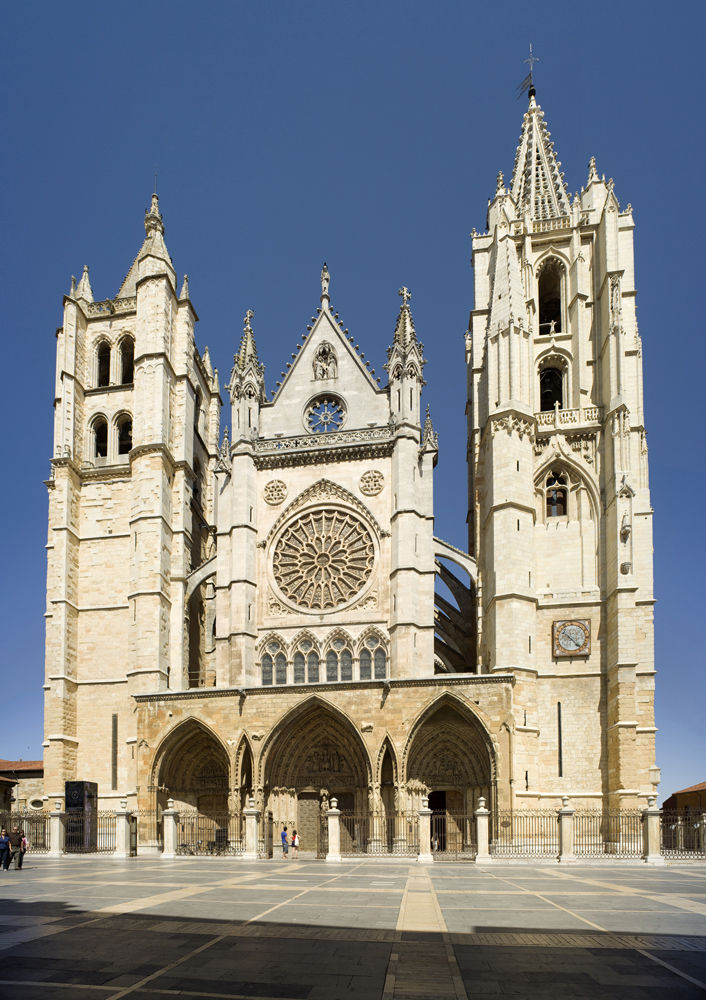
Fachada principal de la catedral de León, en la que Alfonso de Valencia fue sepultado.

En marzo de 1315 el concejo de la villa de Sardonedo entregó a Alfonso de Valencia el señorío del lugar y lo reconocieron como a su «señor natural», por lo que en opinión de Santamarta Luengos podría considerarse a Sardonedo un señorío de behetría. Además, Alfonso de Valencia recibiría 200 maravedís anuales en concepto de yantar y los hombres buenos del concejo le suplicaron, bajo amenaza de convertirse en vasallos de otro señor, que respetase todos los «privilegios, usos, costumbres, franquezas y libertades» que la población había recibido de los monarcas anteriores.
En la Crónica de Alfonso XI, como señaló Braulio Vázquez Campos, consta que mientras estaban reunidas las Cortes de Burgos de 1315 falleció Juan Núñez II de Lara, que era mayordomo mayor del rey Alfonso XI y cuñado de Alfonso de Valencia. Y en la misma obra se menciona que fue sucedido en dicho cargo por este último:

Et luego á pocos días morió D. Joan Nuñez en Burgos, estando en las Cortes: et dieron el Mayordomadgo del Rey, que tenia, á Don Alfonso, fijo del Infante Don Joan.

Alfonso de Valencia ocupó la mayordomía mayor del rey, según Salazar y Acha, aproximadamente desde septiembre de 1315 hasta finales de abril de 1316, año en que falleció. Y a su muerte, la mayordomía mayor quedó vacante hasta 1318, en que comenzó a ocuparla el célebre escritor y magnate Don Juan Manuel. Y poco antes de su «imprevista y accidental muerte», en palabras de Boto Varela, Alfonso de Valencia donó 10 000 maravedís para las obras que se estaban realizando en la catedral de León, en la que posteriormente sería sepultado, siendo dicha donación la más elevada de las concedidas a dicho templo en el siglo XIV. Y con el importe de su donación se costeó el cerramiento de uno de los tramos de la crujía del claustro de la catedral de León, lo que permite datar las obras de ese tramo como realizadas hacia 1316, y en el intradós de un arco de ese claustro se colocó el escudo de Alfonso de Valencia, que era idéntico al utilizado por su padre y que estaba compuesto por leones y águilas.

### Muerte (agosto de 1316)

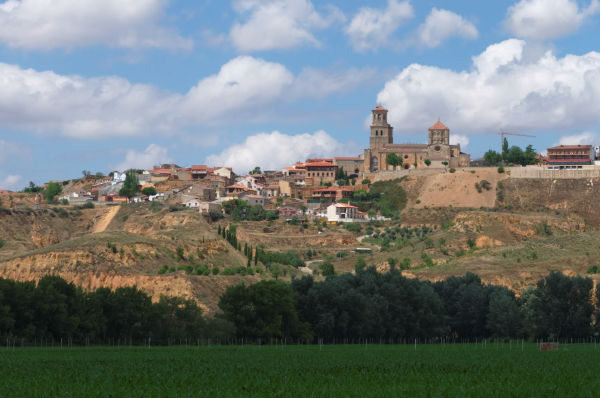
Vista general de la ciudad de Toro. (Provincia de Zamora).

El infante Felipe de Castilla se reconcilió en 1316 con Alfonso de Valencia en la ciudad de Toro, en presencia de la reina María de Molina y del infante Juan, aunque poco después Alfonso falleció mientras se hallaba en el municipio zamorano de Morales de Toro, que está situado en las cercanías de la ciudad de Toro. Y en la Gran Crónica de Alfonso XI se describieron del siguiente modo su reconciliación con el infante Felipe y su muerte:

E en este tiempo vino el ynfante don Joan, que estaua en Castilla, a Toro a verse con la rreyna, que era ay con el rrey; e traxo consigo a don Alfonso su hijo, e vino ay estonçes el ynfante don Felipe, e la rreyna e el ynfante don Joan avinieron a don Alfonso e al ynfante don Felipe y quedaron por amigos. Y don Alfonso posaua en Morales aldea de Toro, e adolesçio e murio allí luego; e el ynfante don Joan, con grande pesar del hijo, fuese para Valencia; e levaron a enterrar el cuerpo de don Alfonso a la çibdad de Leon en la yglesia de Sancta Maria de Rregla.

Alfonso de Valencia falleció en 1316, aunque algunos autores afirmaron erróneamente que tal vez falleció en 1315. Además, falleció al parecer el 30 de agosto, y en uno de los obituarios de la catedral de León se mencionaba el aniversario establecido el 30 de agosto en memoria de Alfonso de Valencia, que había fallecido en 1316, aunque Gerardo Boto Varela destacó que en los obituarios catedralicios no era frecuente mencionar a los miembros de la nobleza.
Diez días después de la muerte de Alfonso de Valencia, según consta en la Coronica general de España, escrita por Florián de Ocampo, su segunda esposa dio a luz a dos hijos póstumos y gemelos. Y con la muerte de este noble, como indicó Vázquez Campos, su hermanastro Juan el Tuerto, que llegaría a ser señor de Vizcaya, pasó a ser el hijo mayor superviviente y el principal heredero del infante Juan de Castilla, que moriría en 1319 en el Desastre de la Vega de Granada.

## Sepultura

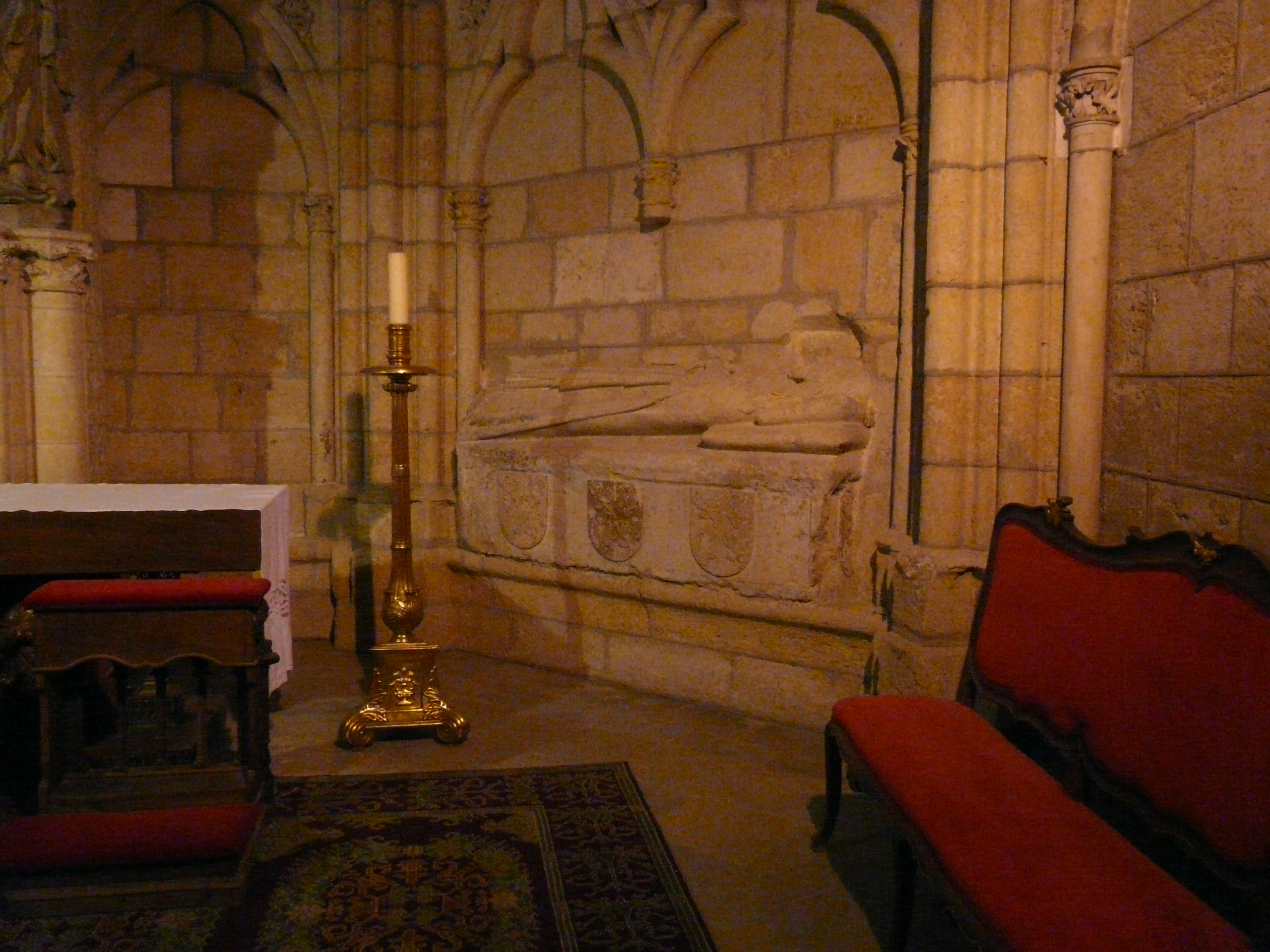
Sepulcro de Alfonso de Valencia en la catedral de León.

Según consta en la Gran Crónica de Alfonso XI, el cadáver de Alfonso de Valencia recibió sepultura en la catedral de León, y su sepulcro fue identificado a principios del siglo XX por el arqueólogo e historiador Manuel Gómez-Moreno gracias a los escudos heráldicos que adornan el frontal de la caja sepulcral y que están compuestos por águilas y leones, por lo que son similares al escudo usado por el infante Juan, padre de Alfonso de Valencia.
El sepulcro de Alfonso de Valencia, que es «de calidad mediocre» según Boto Varela, se encuentra ubicado en la actualidad en la capilla de la Virgen Blanca de la catedral de León, que se encuentra en la girola del templo, aunque en un primer momento, y tal vez por voluntad de su padre, estuvo colocado en el lado de la Epístola del presbiterio de la catedral, según se deduce de la colocación de los elementos en el sepulcro y de la disposición de los escudos en el lado frontal de la caja sepulcral. Y el mismo autor también señaló que al conceder los miembros del cabildo catedralicio un lugar tan destacado en el templo para el enterramiento de Alfonso de Valencia, tal vez pretendían demostrar que su catedral aún era capaz de atraer como lugar de sepultura a miembros relevantes de la sociedad castellana y de la familia real, ya que el último miembro de la realeza que había sido sepultado allí era el rey Ordoño II de León, fallecido en el siglo X, aunque a la larga ello no tuvo repercusión alguna, ya que el infante Juan de Castilla fue enterrado en la capilla mayor de la catedral de Burgos.
La estatua yacente colocada sobre la tapa del sepulcro representa a un hombre adulto, con barba y con el pelo largo y cubierto por un amplio manto; y las manos del yacente sostienen su espada y a sus pies aparece colocado un perro. Y conviene señalar que cerca de donde está sepultado Alfonso de Valencia se encuentran los sepulcros del rey Ordoño II de León y de la condesa Sancha.

## Matrimonios y descendencia
Contrajo matrimonio por primera vez, en la ciudad de Palencia, con Teresa Núñez de Lara, hija de Juan Núñez I de Lara, señor de Lara, y de Teresa de Haro, aunque no tuvieron descendencia.
A la muerte de su esposa, hacia 1314, según algunos autores, volvió a casarse con Juana Fernández de Castro, hija de Fernando Rodríguez de Castro, señor de Lemos y Sarria, y de Violante Sánchez de Castilla, que era hija ilegítima, a su vez, de Sancho IV de Castilla. Fruto de su segundo matrimonio nacieron dos hijos que habrían sido póstumos y gemelos, aunque en opinión de Jaime de Salazar y Acha ambos probablemente fueran ilegítimos, pues en caso contrario habrían heredado sus propiedades:
- Fernando Alfonso de Valencia (1316-1384),[83] maestre electo de la Orden de Santiago[84] y heredero de la casa de Valencia.[83]
- Alfonso Fernández de Valencia (1316-c.1367), obispo de Zamora.[85]

| Predecesor: Juan de Castilla el de Tarifa | Señor de Valencia de Campos 1310 - 1316 | Sucesor: Fernando Alfonso de Valencia |
| Predecesor: Juan Núñez II de Lara         | Mayordomo mayor del rey 1315 - 1316     | Sucesor: Don Juan Manuel              |
| Predecesor: Felipe de Castilla            | Pertiguero mayor de Santiago 1306       | Sucesor: Felipe de Castilla           |